# Prélude et fugue en si majeur (BWV 868)
Le Clavier bien tempéré I
Pour un article plus général, voir Le Clavier bien tempéré.
Le prélude et fugue en si majeur (BWV 868) est le 23e couple de préludes et fugues du premier livre du Clavier bien tempéré de Jean-Sébastien Bach, compilé vers 1722.

## Prélude
Le prélude, noté , l'un des plus courts, comporte seulement 19 mesures, dans la forme et le style d'une petite invention à trois voix, modeste en apparence, « mais magistrale ». Il est constitué de quatre brèves sections : cinq mesures encadrant deux fois quatre mesures et demi, la première s'ouvrant sur une pédale de tonique. « On a beau l'avoir entendu mille fois, toujours le cœur bat plus vite à cette arrivée sur le mi grave (mesure 7, avec retard du ré, formant septième) ». À la mesure 15 (comme dans le prélude en fa-dièse mineur), Bach ajoute une voix supplémentaire et même une cinquième pour l'accord final, que surmonte un point d'orgue, préparant ainsi la fugue.

## Fugue
La fugue à quatre voix, notée , longue de 34 mesures, présente un sujet débonnaire, qui se trouve arrêté un instant par une blanche, le tout source d'une fugue au calme tout classique. C'est l'une des fugues « des plus souriantes ».

La construction est symétrique : deux sections de 17 mesures, chacune avec la présentation complète des quatre entrées (mesures 1–8 et 18–25), séparée de divertissements (mesures 9–11 et 26–28). C'est le seul cas de forme binaire pour une fugue à quatre voix. Dans la seconde section attaquée sur la dominante, deux entrées du sujet en renversement au soprano et à l'alto, suivit (mesure 21) par les entrées du sujet dans sa forme normale, à la basse et au ténor. La fugue se termine, toujours calme et sereine, le sujet, dans le ton, revient une dernière fois (mesure 29) à l'alto et c'est le soprano qui fait chanter la réponse et termine sur la tierce du ton, seul cas dans le premier livre.
Le contre-sujet, constitué de saut de sixte et de gammes descendante puis montante, apparaît seulement dans l'exposition et avec la dernière dans le ton (mesures 29 et 31), soutenant le sujet à l'alto puis sa réponse au soprano.

## Relations
L'identité des motifs du prélude et de la fugue sont clairement d'une même conception et l'un des exemples les plus évidents et les plus frappants de l'interrelation thématique du prélude et de la fugue. Il est évident que les quatre doubles-croches du prélude fournissent les quatre premières du sujet. Un motif en tierces vers la fin, en donne la seconde section (mesure 17).

## Genèse
Keller pense que le prélude soit vraisemblablement issu d'une ancienne composition en si , ce qui rapprocherai ce prélude de celui de la première Partita (BWV 825).

## Manuscrits
Parmi les sources principales figurent deux manuscrits :
- Bibliothèque d'État de Berlin, manuscrit P 415, Prélude et fugue en si majeur sur staatsbibliothek-berlin.de
- Bibliothèque d'État de Berlin, manuscrit P 202, Prélude et fugue en si majeur (copie d'Agricola) sur bach-digital.de

## Postérité
Emmanuel Alois Förster (1748–1823) a réalisé un arrangement pour quatuor à cordes de la fugue, interprété notamment par le Quatuor Emerson.
Théodore Dubois en a réalisé une version pour piano à quatre mains, publiée en 1914.